# 1 000 kilomètres de Jerez 1987
Navigation
Édition précédente Édition suivante
Les 1 000 kilomètres de Jerez 1987, épreuve d'endurance disputée le 29 mars 1987 sur le circuit de Jerez en Espagne, ont été la deuxième manche du championnat du monde des voitures de sport 1987.

## La course

### Classement de la course
Voici le classement officiel au terme de la course,,,.
- Les premiers de chaque catégorie du championnat du monde sont signalés par un fond jaune.
- Pour la colonne Pneus, il faut passer le curseur au-dessus du modèle pour connaître le manufacturier de pneumatiques.
- Les voitures ne réussissant pas à parcourir 75 % de la distance du gagnant sont non classées (NC).

| Pos  | Classe | no  | Écurie                      | Pilotes                                          | Châssis                            | Pneus | Tours | Temps                 |
| Pos  | Classe | no  | Écurie                      | Pilotes                                          | Moteur                             | Pneus | Tours | Temps                 |
| ---- | ------ | --- | --------------------------- | ------------------------------------------------ | ---------------------------------- | ----- | ----- | --------------------- |
| 1    | C1     | 4   | Silk Cut Jaguar             | Eddie Cheever Raul Boesel                        | Jaguar XJR-8                       | D     | 211   | 6 h 01 m 15 s 460     |
| 1    | C1     | 4   | Silk Cut Jaguar             | Eddie Cheever Raul Boesel                        | Jaguar 7.0L V12 Atmo               | D     | 211   | 6 h 01 m 15 s 460     |
| 2    | C1     | 10  | Kremer Porsche Racing       | Volker Weidler Kris Nissen                       | Porsche 962C                       | Y     | 208   | + 3 tours             |
| 2    | C1     | 10  | Kremer Porsche Racing       | Volker Weidler Kris Nissen                       | Porsche Type-935 2.8L Flat-6 Turbo | Y     | 208   | + 3 tours             |
| 3    | C1     | 17  | Rothmans Porsche            | Hans-Joachim Stuck Derek Bell                    | Porsche 962C                       | D     | 205   | + 6 tours             |
| 3    | C1     | 17  | Rothmans Porsche            | Hans-Joachim Stuck Derek Bell                    | Porsche Type-935 3.0L Flat-6 Turbo | D     | 205   | + 6 tours             |
| 4    | C2     | 111 | Spice Engineering           | Gordon Spice Fermín Vélez                        | Spice SE86C                        | A     | 199   | + 12 tours            |
| 4    | C2     | 111 | Spice Engineering           | Gordon Spice Fermín Vélez                        | Ford Cosworth DFL 3.3L V8 Atmo     | A     | 199   | + 12 tours            |
| 5    | C2     | 101 | Ecurie Ecosse               | David Leslie Ray Mallock                         | Ecosse C286                        | A     | 199   | + 12 tours            |
| 5    | C2     | 101 | Ecurie Ecosse               | David Leslie Ray Mallock                         | Ford Cosworth DFL 3.3L V8 Atmo     | A     | 199   | + 12 tours            |
| 6    | C1     | 2   | Brun Motorsport             | Massimo Sigala Gianfranco Brancatelli            | Porsche 962C                       | M     | 188   | + 23 tours            |
| 6    | C1     | 2   | Brun Motorsport             | Massimo Sigala Gianfranco Brancatelli            | Porsche Type-935 2.8L Flat-6 Turbo | M     | 188   | + 23 tours            |
| 7    | C1     | 3   | Brun Motorsport             | Jesús Pareja Oscar Larrauri Walter Brun          | Porsche 962C                       | M     | 186   | + 25 tours            |
| 7    | C1     | 3   | Brun Motorsport             | Jesús Pareja Oscar Larrauri Walter Brun          | Porsche Type-935 2.8L Flat-6 Turbo | M     | 186   | + 25 tours            |
| 8    | C1     | 11  | Kremer Porsche Racing       | Emilio de Villota Paco Romero                    | Porsche 962C                       | Y     | 162   | + 49 tours            |
| 8    | C1     | 11  | Kremer Porsche Racing       | Emilio de Villota Paco Romero                    | Porsche Type-935 2.8L Flat-6 Turbo | Y     | 162   | + 49 tours            |
| NC   | C2     | 198 | Cosmik Roy Baker Racing     | Pasquale Barberio Costas Los                     | Tiga GC286                         | A     | 144   | + 67 tours            |
| NC   | C2     | 198 | Cosmik Roy Baker Racing     | Pasquale Barberio Costas Los                     | Ford Cosworth DFL 3.3L V8 Atmo     | A     | 144   | + 67 tours            |
| Abd. | C1     | 18  | Rothmans Porsche            | Jochen Mass Bob Wollek                           | Porsche 962C                       | D     | 161   | Boite de vitesses     |
| Abd. | C1     | 18  | Rothmans Porsche            | Jochen Mass Bob Wollek                           | Porsche Type-935 3.0L Flat-6 Turbo | D     | 161   | Boite de vitesses     |
| Abd. | C2     | 114 | Team Tiga Ford Denmark      | Thorkild Thyrring Leif Lindström (sv)            | Tiga GC287                         | A     | 128   | Boite de votesses     |
| Abd. | C2     | 114 | Team Tiga Ford Denmark      | Thorkild Thyrring Leif Lindström (sv)            | Ford Cosworth BDT-E 2.1L I4 Turbo  | A     | 128   | Boite de votesses     |
| Abd. | C2     | 115 | ADA Engineering             | Mike Wilds Ian Harrower                          | Gebhardt JC843                     | A     | 121   | Accident              |
| Abd. | C2     | 115 | ADA Engineering             | Mike Wilds Ian Harrower                          | Ford Cosworth DFL 3.3L V8 Atmo     | A     | 121   | Accident              |
| Abd. | C2     | 117 | Team Lucky Strike Schanche  | Martin Schanche Will Hoy                         | Argo JM19B                         | A     | 114   | Moteur                |
| Abd. | C2     | 117 | Team Lucky Strike Schanche  | Martin Schanche Will Hoy                         | Zakspeed 1.9L I4 Turbo             | A     | 114   | Moteur                |
| Abd. | C2     | 104 | URD Junior Team             | Rudi Seher Hellmut Mundas Deiter Heinzelmann     | URD C81/2                          | A     | 113   | Suspension            |
| Abd. | C2     | 104 | URD Junior Team             | Rudi Seher Hellmut Mundas Deiter Heinzelmann     | BMW M88 3.5L I6 Atmo               | A     | 113   | Suspension            |
| Abd. | C2     | 116 | Technoracing                | Luigi Taverna Oscar Berselli Jean-Pierre Frey    | Alba AR3                           | A     | 88    | Démarreur             |
| Abd. | C2     | 116 | Technoracing                | Luigi Taverna Oscar Berselli Jean-Pierre Frey    | Ford Cosworth DFL 3.3L V8 Atmo     | A     | 88    | Démarreur             |
| Abd. | C1     | 5   | Silk Cut Jaguar             | Jan Lammers John Watson                          | Jaguar XJR-8                       | D     | 65    | Arbre de transmission |
| Abd. | C1     | 5   | Silk Cut Jaguar             | Jan Lammers John Watson                          | Jaguar 7.0L V12 Atmo               | D     | 65    | Arbre de transmission |
| Abd. | C2     | 178 | Automobiles Louis Descartes | Louis Descartes Gérard Tremblay Dominique Lacaud | ALD C2                             | A     | 32    | Problèmes électriques |
| Abd. | C2     | 178 | Automobiles Louis Descartes | Louis Descartes Gérard Tremblay Dominique Lacaud | BMW M88 3.5L I6 Atmo               | A     | 32    | Problèmes électriques |
| Abd. | C1     | 15  | Britten – Lloyd Racing      | Mauro Baldi Jonathan Palmer                      | Porsche 962C GTi                   | G     | 27    | Boite de vitesses     |
| Abd. | C1     | 15  | Britten – Lloyd Racing      | Mauro Baldi Jonathan Palmer                      | Porsche Type-935 2.8L Flat-6 Turbo | G     | 27    | Boite de vitesses     |
| Abd. | C2     | 106 | Kelmar Racing               | Ranieri Randaccio Maurizio Gellini Vito Veninata | Tiga GC85 (en)                     | A     | 20    | Accident              |
| Abd. | C2     | 106 | Kelmar Racing               | Ranieri Randaccio Maurizio Gellini Vito Veninata | Ford Cosworth DFL 3.3L V8 Atmo     | A     | 20    | Accident              |
| Abd. | C1     | 1   | Brun Motorsport             | Walter Brun Frank Jelinski                       | Porsche 962C                       | M     | 5     | Boite de vitesses     |
| Abd. | C1     | 1   | Brun Motorsport             | Walter Brun Frank Jelinski                       | Porsche Type-935 2.8L Flat-6 Turbo | M     | 5     | Boite de vitesses     |
| Nq.  | C2     | 103 | John Bartlett Racing        | Val Musetti (en) Max Cohen-Olivar Kenneth Leim   | Bardon DB1/2                       | A     | -     | -                     |
| Nq.  | C2     | 103 | John Bartlett Racing        | Val Musetti (en) Max Cohen-Olivar Kenneth Leim   | Ford Cosworth DFL 3.3L V8 Atmo     | A     | -     | -                     |

## Pole position et record du tour
- Pole position :  Hans-Joachim Stuck (#17 Rothmans Porsche) en 1 min 29 s 190
- Meilleur tour en course : ...

## À noter
- Longueur du circuit : 4,218 km
- Distance parcourue par les vainqueurs : 889,998 km